# 23098 Huanghuang
23098 Huanghuang è un asteroide della fascia principale. Scoperto nel 1999, presenta un'orbita caratterizzata da un semiasse maggiore pari a 2,7458586 UA e da un'eccentricità di 0,0972570, inclinata di 3,67674° rispetto all'eclittica.